# North West Coastal Highway
La North West Coastal Highway est une autoroute de l'ouest de l'État d'Australie-Occidentale qui relie les villes de Geraldton et de Port Hedland.
La route, longue de 1 300 kilomètres, traverse des paysages isolés et en grande partie arides. Carnarvon est la seule grande agglomération située sur l'autoroute et constitue une oasis dans cet environnement rude.